# Schoonselhof

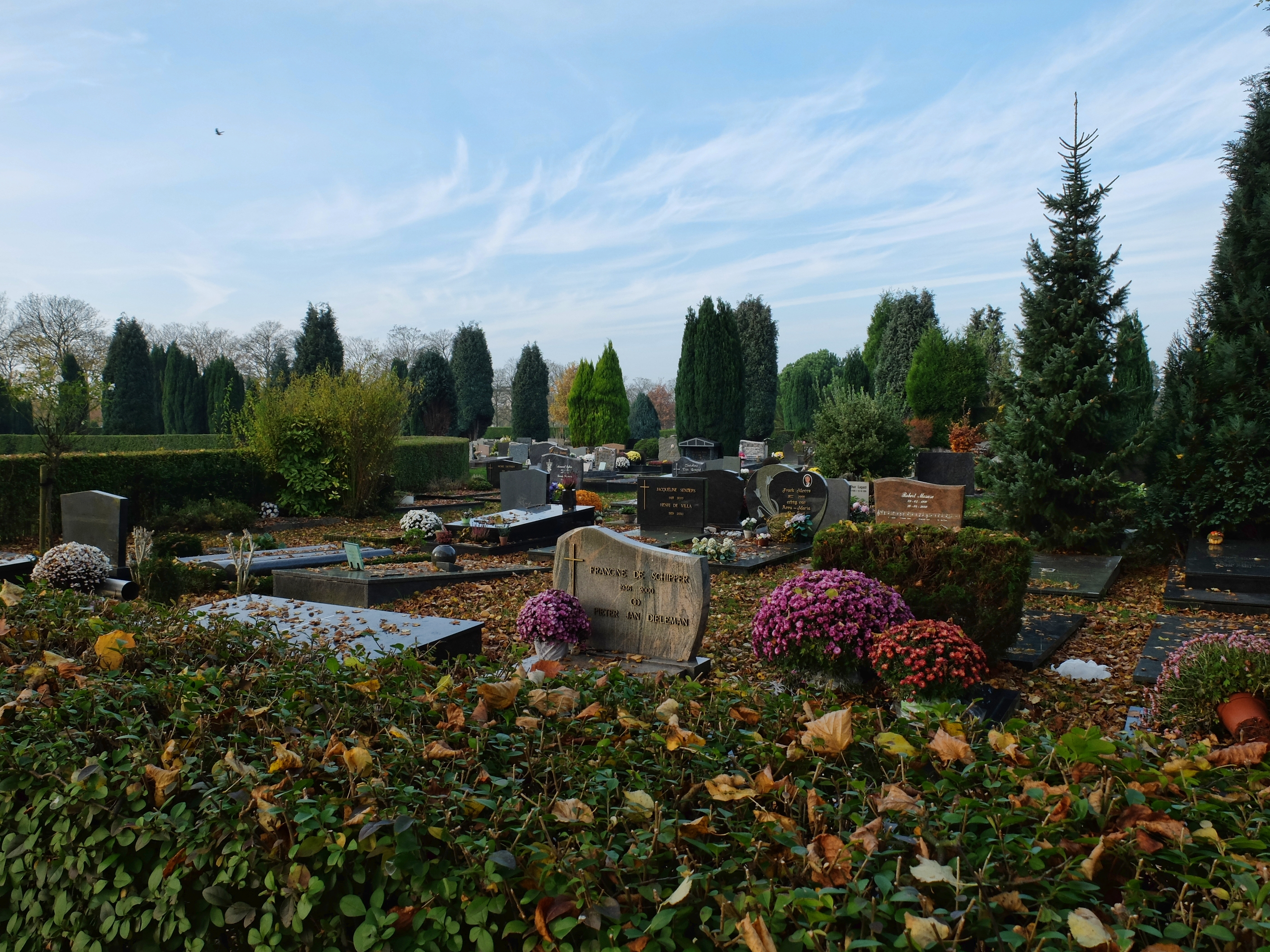
Cimetière Schoonselhof.

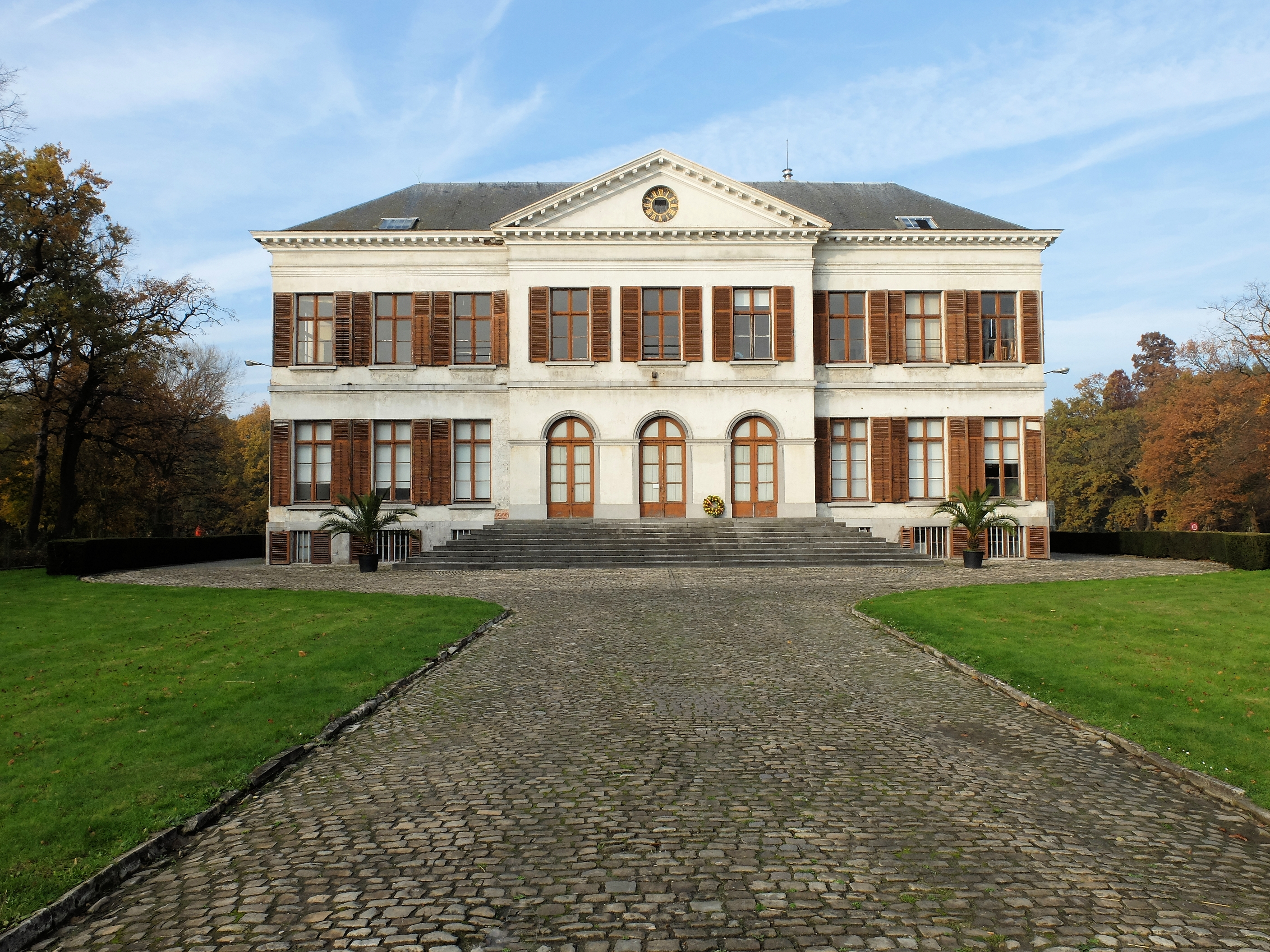
Château de Schoonselhof.

Schoonselhof est un domaine où se trouve le cimetière municipal de la ville belge d'Anvers. Il est situé sur le territoire des districts de Hoboken et Wilrijk.
En 1911, à l'initiative de l'échevin de la Culture, Frans van Kuyck, la ville d'Anvers rachète le domaine Schoonselhof pour en faire un cimetière. L'ouverture officielle eut lieu le 1er septembre 1921. En 1936, l'ancien Kielkerkhof est fermé et en 1938, un grand nombre de monuments de ce cimetière sont transférés au Schoonselhof.
La zone entourant le château était déjà protégée en tant que paysage en 1943. En 1992, le château et la ferme sont protégés en tant que monument. Début août 2007, le cimetière de Schoonselhof est protégé par le ministre Dirk Van Mechelen.

## Cimetière
Le Schoonselhof est aménagé en cimetière-parc et présente une variété de parterres de fleurs et de beaux monuments ainsi qu'une zone aux pierres tombales affaissées, aux inscriptions illisibles et moussues et parsemée de vieux tilleuls. Une autre zone est flanquée de hêtraies sombres et de monuments funéraires où les concepteurs ont travaillé de manière très créative.
Dans la section juive, les monuments funéraires du cimetière de Kiel ont été rassemblés et deux parcs ont été attribués à la communauté musulmane.

## Cimetière militaire

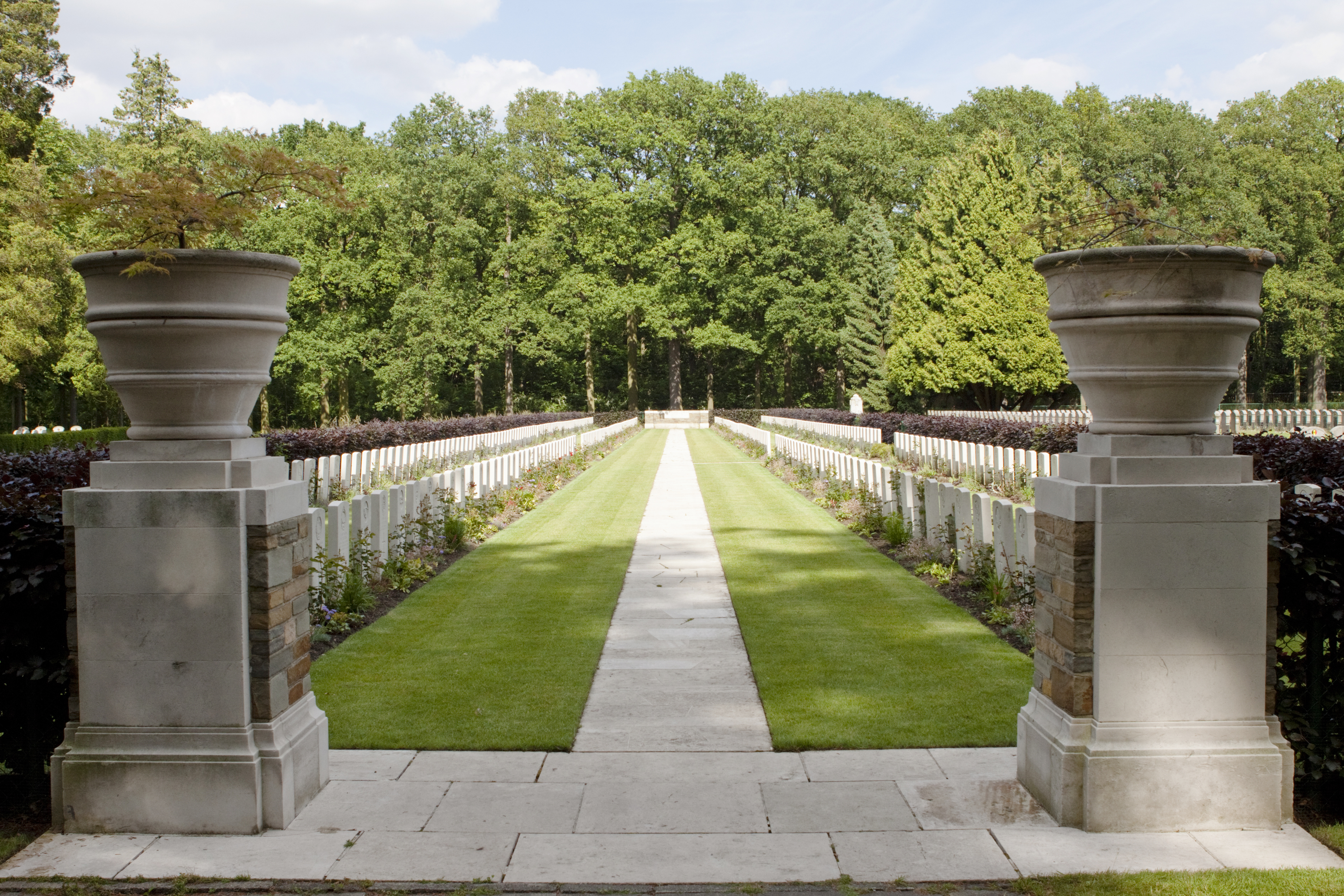
Tombes militaires britanniques.

Des cimetières militaires sont également aménagés à Schoonselhof.
Un parc, le Schoonselhof Cemetery (nl), est aménagé pour les tombes de soldats britanniques avec plus de 1 500 victimes du Commonwealth, principalement de la Seconde Guerre mondiale.
Plus de 1 000 soldats belges des deux guerres mondiales sont également enterrés ici. Il y a aussi quelques dizaines de tombes de soldats alliés, entre autres de France, d'Italie, de Pologne, du Portugal et de Russie. Les soldats allemands ont été transférés à Vladslo (Première Guerre mondiale) et à Lommel (Seconde Guerre mondiale).

## Personnalités inhumées au cimetière

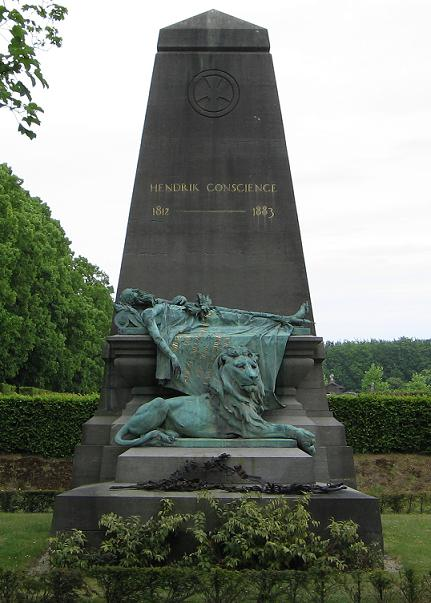
Mausolée d'Hendrik Conscience.

- Michel Bartosik (1948-2008), poète
- Peter Benoit (1834-1901), premier directeur du Conservatoire d'Anvers
- Jean-Marie Berckmans (1953-2008), écrivain
- Rik Bettens (1933-2008), peintre
- Jan Blockx (1851-1912), compositeur
- Theo Brouns (1911-1946), homme politique VNV et gouverneur du Limbourg pendant la Seconde Guerre mondiale. Condamné à la peine de mort par une cour martiale et exécuté le 28 mars 1946 à la prison de Hasselt.
- Pierre Bruno Bourla (1783-1866), architecte de la ville, entre autres, du théâtre de la ville, de l'Académie, du Kattendijkdok et de la première église Sint-Laurentius
- Gaston Burssens (1896-1965), écrivain
- Hendrik Conscience (1812-1883), écrivain
- Edward Coremans (1835-1910), homme des lois linguistiques ; il a prononcé le premier discours en néerlandais au parlement en 1888 et a fait partie du Meetingpartij pendant 42 ans
- Camille Coquilhat (1853-1891), explorateur
- Florent Crabeels (1829-1896), peintre
- Lode Craeybeckx (1897-1976), bourgmestre d'Anvers de 1947 à 1976
- Bob Davidse (Nonkel Bob) (1920-2010), présentateur
- Rika De Backer (1923-2002), ministre fédéral entre 1974 et 1981
- Edward De Beukelaer (1843-1919), industriel
- Hendrik De Braekeleer (1840-1888), peintre
- Petrus Jozef de Caters (1769-1861), bourgmestre
- Herman De Coninck  (1944-1997), poète et critique de poésie
- Robbe De Hert (1942-2020), réalisateur de cinéma
- Constant de Kinder (1863-1943), écrivain de littérature jeunesse
- Aloïs De Laet (1866-1949), peintre
- Jos De Man (1933-2021), acteur
- Willem De Meyer (1899-1983), promoteur de la chanson flamande, fondateur des Vlaams Nationale Zangfeesten.
- Léopold de Wael (1821-1892), bourgmestre d'Anvers de 1872 à 1892
- Henri Devos (1858-1932), entrepreneur, fondateur de la marque Devos Lemmens
- Bernard Dewulf (1960-2021), poète, poète de la ville d'Anvers, rédacteur en chef du Nieuw Wereldtijdschrift
- Willem Elsschot (1882-1960), pseudonyme d'Alfons De Ridder - écrivain
- Isidore Eyerman (-1890), franc maçon
- Berten Fermont (1911-1933), objecteur de conscience
- Henry Fontaine (1857-1923), chanteur, directeur du Vlaamse Opera
- Vic Gentils (1918-1997), artiste, peintre, sculpteur
- Jos Gevers (1894-1977), acteur
- Marnix Gijsen (1899-1984), écrivain
- Willem Gijssels (1875-1945), poète
- Gust Gils (1924-2002), poète
- Jack Godderis (1916-1971), peintre
- Ferre Grignard (1939-1982), artiste plasticien et chanteur
- Jules Guiette (1852-1901), peintre
- Camille Huysmans (1871-1968), Président de chambre, ministre et bourgmestre et échevin d'Anvers
- Floris Jespers (1889-1965), peintre et sculpteur expressionniste et cubiste
- Henri-Floris Jespers (1944-2017), publiciste flamand et petit-fils de Floris Jespers
- Eugène Joors (1850-1910), peintre belge
- Paul Joostens (1889-1960), peintre et graphiste
- Jacques Kets (1785-1865), sa collection d'animaux empaillés a constitué la base du zoo d'Anvers
- La Esterella alias Esther Lambrechts (1919-2011), Vlaams chanteuse flamande
- Hubert Lampo (1920-2006), écrivain
- Frans Lamorinière (1828-1911), peintre de paysage
- Hendrik Leys (1815-1869), peintre d'histoire, de genre et de portrait
- Mark Macken (1913-1977), sculpteur
- Pol Mara (1920-1998), pseudonyme de Louis Leysen - peintre, dessinateur et lithographe
- Florent Mielants Sr. (1887-1944), inspecteur en chef de l'enseignement de la ville d' Anvers
- Robert Mosuse (1970-2000), chanteur
- Jet Naessens (1915-2010), actrice
- Alice Nahon (1896-1933), verpleegster et poétesse
- Jef Nys (1927-2009), stripauteur
- Baron Isidore Opsomer (1878-1967), peintre
- Jacques Ernest Osterrieth et Léonie Mols - couple de commerçants et de mécènes
- Edouard Pécher (1885-1926), homme d'État libéral et Ministre des Colonies
- Mimi Peetermans (1929-2014), présentatrice, et Fabienne Arras (1954-2020), toutes deux épouses de Herbert Flack
- Edward Portielje (1861-1949), peintre
- Armand Preud'homme (1904-1986), compositeur en organiste
- Léon Riket (1876-1938), peintre
- Marten Rudelsheim (1873-1920), flamingant d'origine judéo-néerlandaise (tombe désaffectée)
- Hugo Schiltz (1927-2006), homme politique flamand
- Lode Sebreghts - peintre
- Alexander Struys (1852-1941), peintre
- Albert Szukalski (1945-2000), sculpteur
- Bernard Tokkie (1867-1942), chanteur d'opéra et flamingant
- Victor Thonet (1885-1952), peintre
- Jan Van Beers (1821-1888), poète
- Frans Van Cauwelaert (1880-1961), bourgmestre de 1921 à 1932
- Guy Vandenbranden (1926-2014), peintre belge
- Herman Van den Reeck (1901-1920), étudiant flamand, abattu par la police lors d'une manifestation
- Roger van de Velde (1925-1970), écrivain
- Dirk Van Duppen (1956-2020), médecin et homme politique belge
- Marc Van Eeghem (1960-2017), acteur
- Leopold Van Esbroeck (1911-2010), sculpteur, peintre
- Pieter Celie (1942-2015), artiste
- Chevalier Pieter Smidt van Gelder (1878-1956), descendant de la famille néerlandaise de fabricants de papier Van Gelder ; a laissé sa maison avec une collection d'art à la ville d'Anvers
- Nicole Van Goethem (1941-2000), artiste oscarisé
- Hélène Van Herck (1908-1993), actrice
- Frans van Kuyck (1852-1915), peintre et échevin des Beaux-Arts de 1895 à 1915, franc-maçon
- Jozef Van Lerius (1823-1876), peintre
- Paul van Ostaijen (1896-1928), écrivain en poète
- Jan Van Rijswijck (1853-1906), homme d'État belge, bourgmestre d'Anvers (1892-1906)
- Cara van Wersch (1913-2000), actrice
- Karel Verlat (1824-1890), peintre animalier et directeur de l'académie ; a également travaillé comme peintre à Paris, Weimar et Moscou
- Theodoor Verstraete (1850-1907), peintre paysagiste et de marine
- Gerard Walschap (1898-1990), écrivain
- Emile Wambach (1854-1924), compositeur